# Гланегг
Гланегг (нем. Glanegg) — община (нем. Gemeinde) в Австрии, в федеральной земле Каринтия. 
Входит в состав округа Фельдкирхен.  Население составляет 2012 человек (на 31 декабря 2005 года). Занимает площадь 25,17 км². 

## Политическая ситуация
Бургомистр общины — Гунтрам Замиц (СДПА) по результатам выборов 2003 года.
Совет представителей общины (нем. Gemeinderat) состоит из 19 мест.
Распределение мест:
- СДПА занимает 12 мест;
- АНП занимает 4 места;
- АПС занимает 3 места.

## Фотогалерея

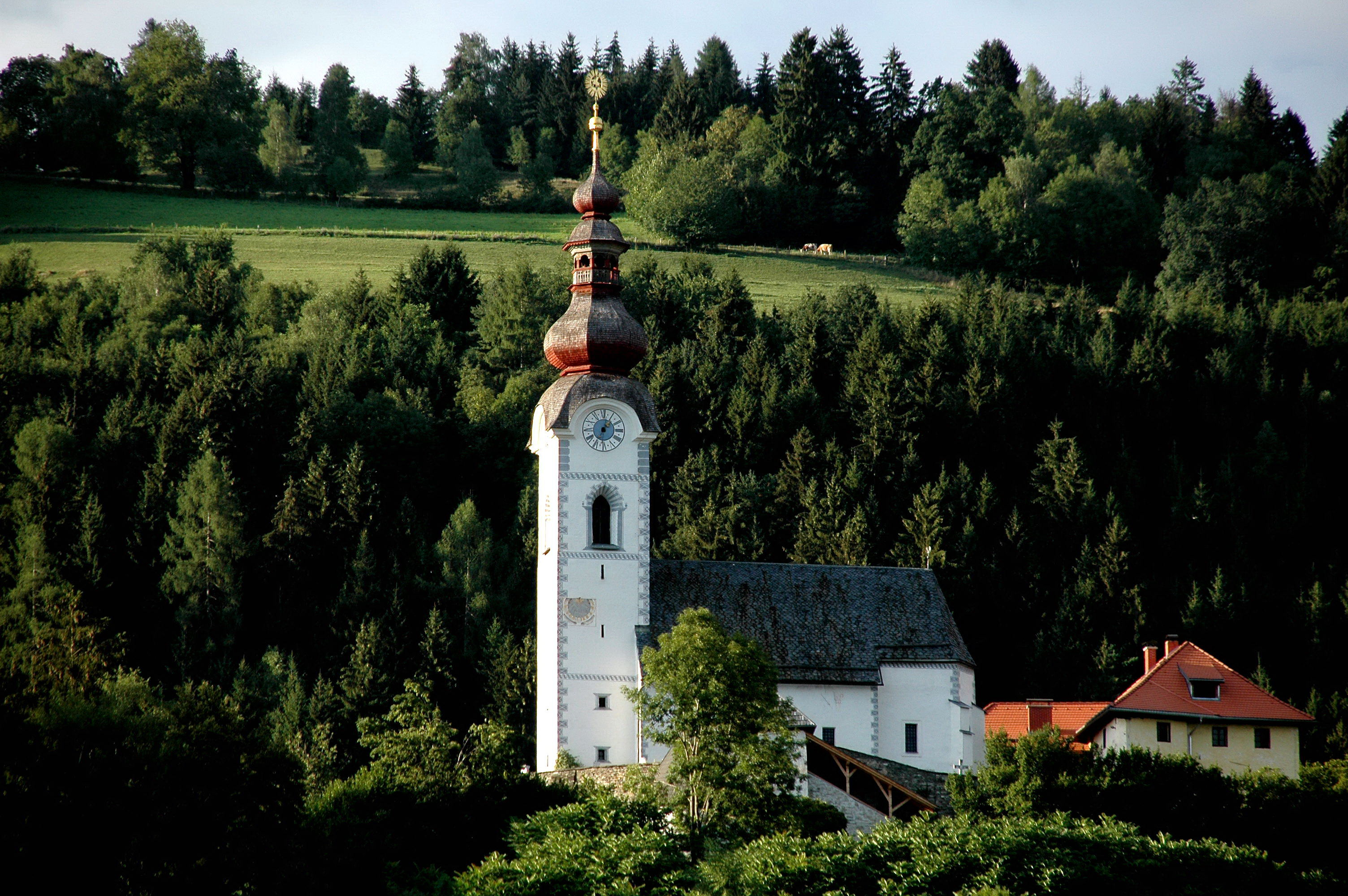
Церковь
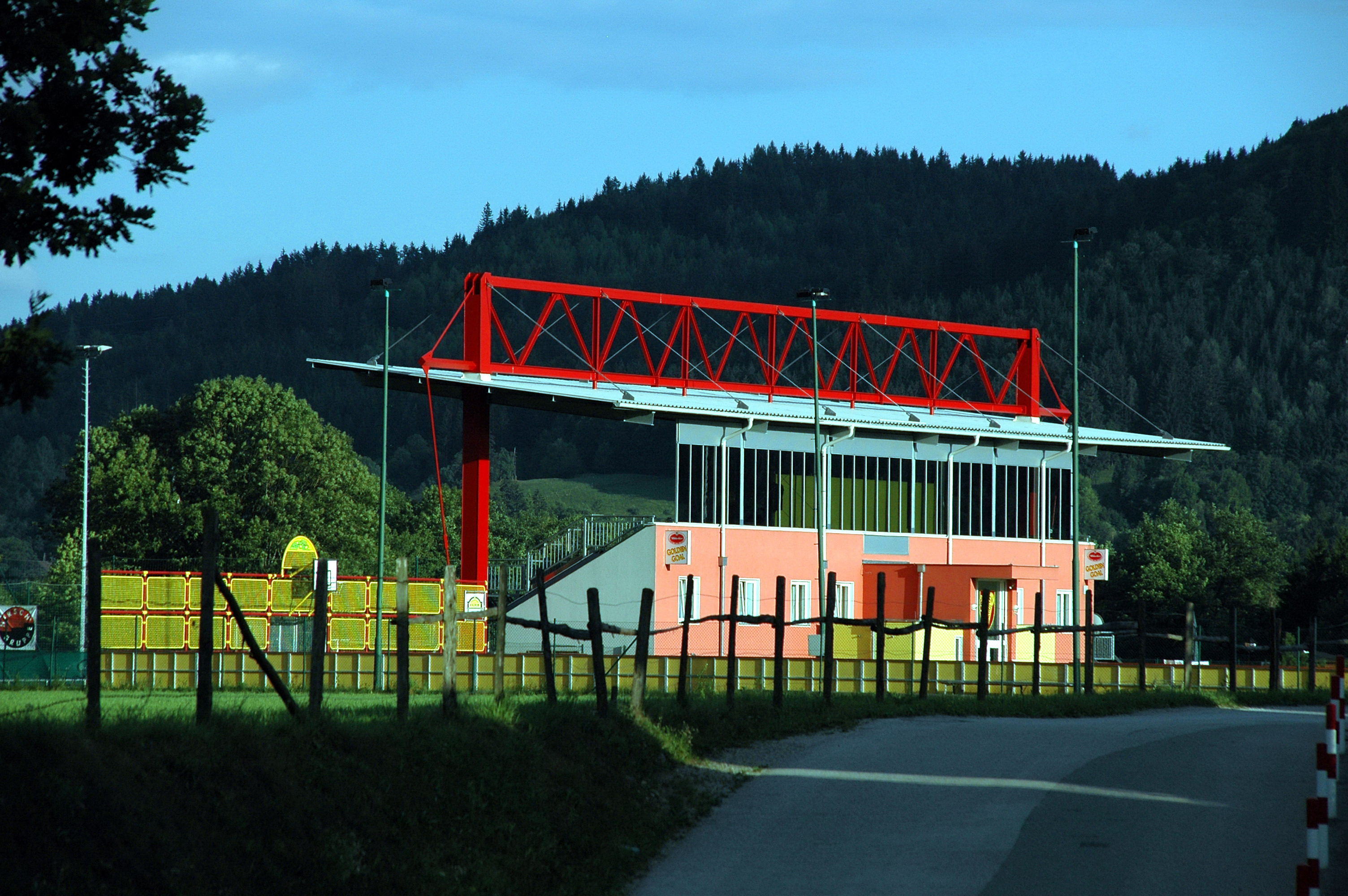
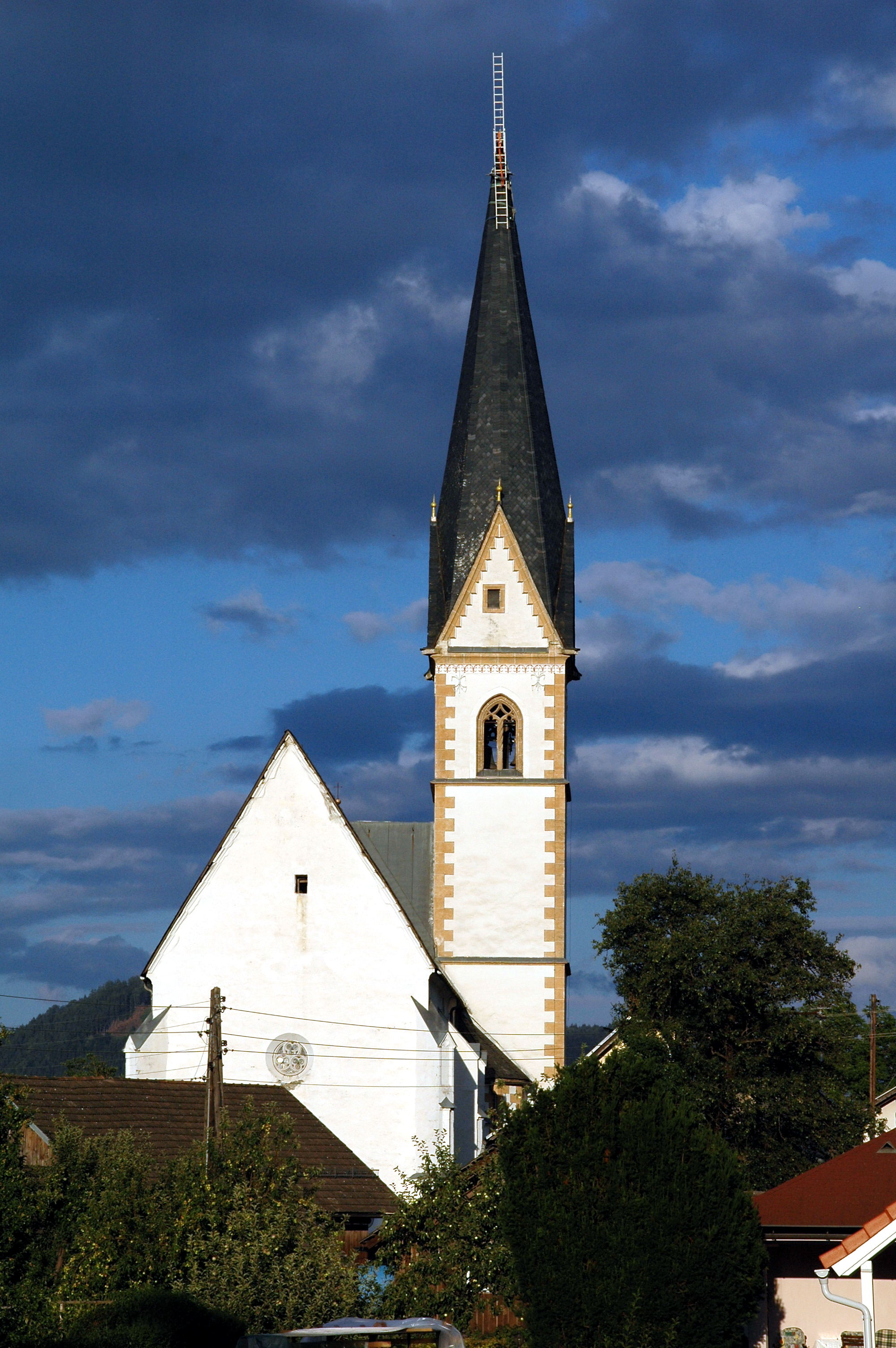
Церковь